# Turbinicarpus swobodae
Turbinicarpus swobodae (укр. Турбінікарпус Свободи) — вид роду Турбінікарпус.

## Етимологія

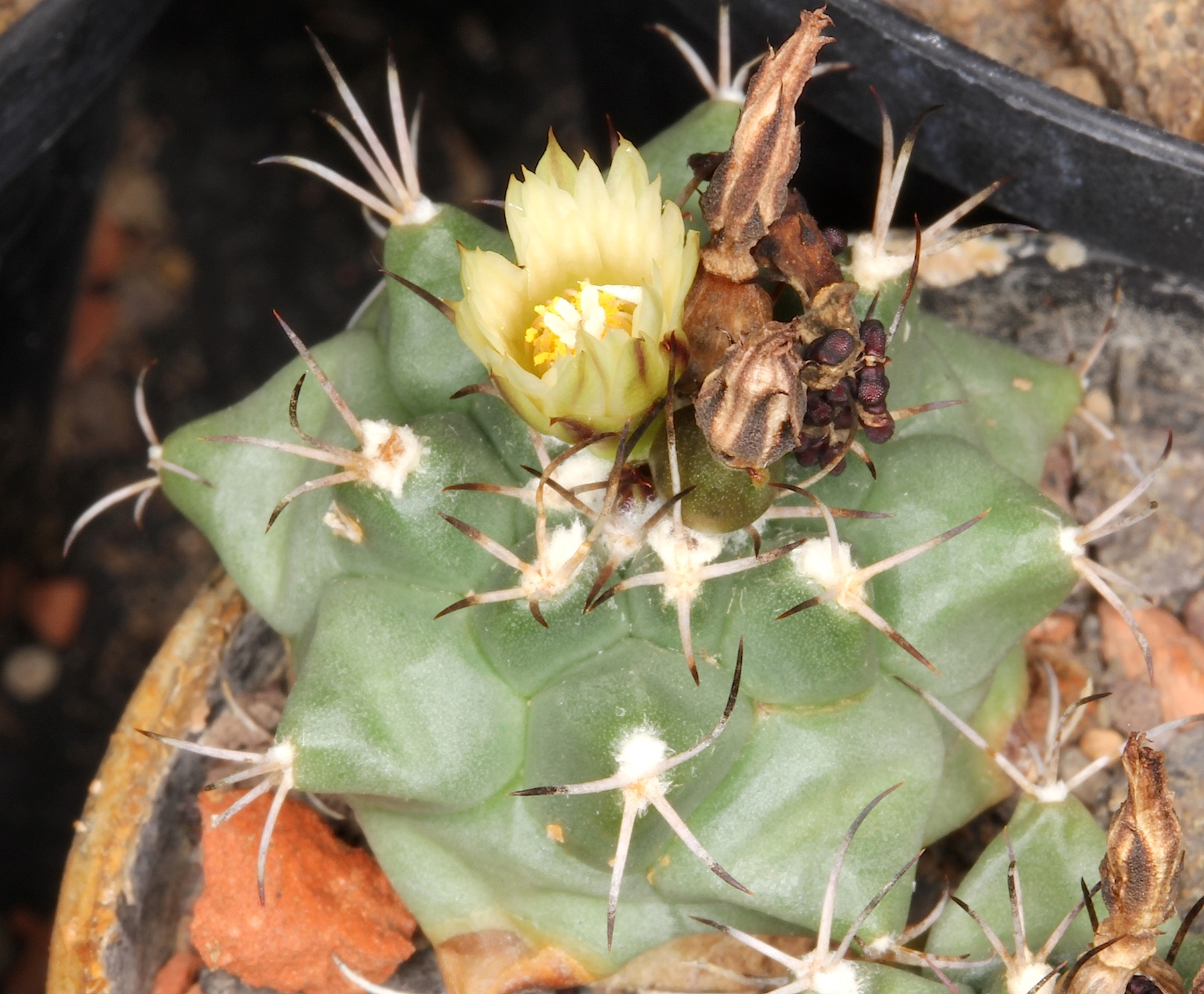
Turbinicarpus swobodae

Видова назва дана на честь Хейнца Свободи (нім. Heinz Swoboda), австрійського знавця і збирача рослин під акронімом HS. Вид відкритий A. Б. Лау в грудні 1983 р.

## Ареал
Штат Нуево-Леон (Мексика), росте в скельних тріщинах на наносне ґрунті.

## Опис
Стебло одиночне, рідко обростає, верхня видима частина від плоскої до напівкруглої, до 5 см шириною і 3 см заввишки, від сіро-зеленої до блідої блакитно-зеленої. Верхівка втиснута. Нижня, підземна частина густо укрита старими висохлими горбками. Корінь має кілька потовщених гілок. Ареоли овальні, молоді з білим пухом, старі — оголюються. Ребра розділені на горбки. Колючок 4-6, чорних, закручених. Квіти з'являються з апекса, воронкоподібні, широко відкриті, до 1,5 см завдовжки і 2 см в діаметрі. Зовнішні пелюстки кремові або зеленуваті, завжди з прямою пурпурно-червоною або коричневою центральною смужкою. Внутрішні пелюстки біло-кремові до блідо-жовтуватих. Тичинкові нитки білі, маточка блідо-рожева. Вид самозапильний. Плоди зеленуваті, при дозріванні коричневі.

## Принципи культивування
Потребує більш регулярного поливу в період цвітіння.

## Розмноження
Розмножуються переважно насінням.